# Thrasya hitchcockii
Thrasya hitchcockii är en gräsart som beskrevs av Mary Agnes Chase. Thrasya hitchcockii ingår i släktet Thrasya och familjen gräs. Inga underarter finns listade i Catalogue of Life.